# Anna Woźniakowska
Anna Woźniakowska (de domo Kuraś, ur. 2 grudnia 1942 w Krakowie) – polska dziennikarka radiowa, krytyczka muzyczna.

## Życiorys
Absolwentka wydziałów Wychowania Muzycznego oraz Teorii muzyki Państwowej Wyższej Szkoły Muzycznej w Krakowie. W latach 1967–1997 pracowała w Rozgłośni Krakowskiej Polskiego Radia jako dziennikarz i kierownik Redakcji Muzycznej oraz Programów Artystycznych. W 1985 r. uzyskała III nagrodę w Międzynarodowym Konkursie „Prix Musicale de Radio Brno”. Od 1997 recenzentka Dziennika Polskiego.
Autorka książek o tematyce muzycznej, współautorka Encyklopedii muzycznej PWM i Encyklopedii Krakowa. Nagrodzona m.in. Krzyżem Kawalerskim Orderu Odrodzenia Polski, Brązowy Medalem „Zasłużony Kulturze Gloria Artis” i odznaką Zasłużony Działacz Kultury. Za książkę Czy Kraków zasługuje na Operę? uhonorowana została Nagrodą Krakowska Książka Miesiąca Listopada 2014 r.

## Publikacje książkowe
- Maestra. Jadwigi Romańskiej życie w sztuce, Kraków 1998, ISBN 83-87569-05-4[3]
- Czy Kraków zasługuje na operę?, Kraków 2000[4]
- Tadeusz Żmudziński. Pianista i nauczyciel, Kraków 2002[5]
- Trzeba umieć marzyć. Rozmowy z Markiem Stachowskim, Kraków 2005/2013[6]
- Rzeki płyną różnymi korytami. Rozmowy z Adamem Walacińskim, Kraków 2008[7][8]